# 澳門健康碼
澳門健康碼（葡萄牙語：Código de Saúde de Macau，簡稱澳康碼）是澳門特別行政區政府衛生局設計的網頁界面或手機應用程式，前身是健康申報表和健康聲明，經讀取後可確認與證明持有人健康情況。有關程式於2019冠狀病毒病澳門疫情中進入出入境口岸或公共場所時必須使用。
手機應用程式於2021年11月18日推出試行，功能包括原有網頁版的健康申報外，並新增行程紀錄和風險檢查，進入場所時掃瞄場所二維碼，掃瞄記錄會存於居民的手機程式28天，超過28天記錄會在手機後台自動刪除。當出現確診者時，經確診者同意後，可協助自行上傳程式內的場所掃描記錄到衛生局後台系統，後台系統可把確診者到過的場所設定成風險場所，系統只會在使用者自願的情況下才能上傳自己的行程記錄。同時便可準確回憶近期的行程，了解是否與核酸陽性者曾經有共同的行程而存在感染風險，以配合流行病學調查工作。
由於自2023年起澳門陸續與對外交通重開，與撤消各種健康申報的措施，澳門政府於2023年3月23日晚上宣佈「澳門健康碼」系統將自3月27日起停止運作，其內之個人資料與申報紀錄一併清除。

## 歷史及發展（網頁版）

### 健康聲明
2020年1月中，因應鄰近地區疫情升溫，加上澳門出現數宗確診個案，衛生局宣佈於各出入境口岸分批實施各出入境口岸須填寫健康申報表，到1月下旬，健康申報表應用於各指定大型公共場所包括政府部門、醫院及部分大型渡假村等。2月下旬起，健康申報表更名為健康聲明。

### “健康聲明”升級
2020年5月3日上午9時起，衛生局啟用澳門健康碼系統，該健康碼是個人健康聲明升級版，合併取代現時的入境口岸健康申報系統，暫時只適用於入境本澳和進入本地場所。
2020年5月10日上午10時起，衛生局啟用「澳門健康碼」與「粵康碼」互認系統。
2020年6月7日起，為了配合政府在關閘口岸推出的新自助過關的政策，健康碼新增有效時間為6小時的功能。在關閘口岸實施“健康碼自助通關系統”後，過關人士在認可的醫療機構進行了核酸檢查，並在通關前6小時內產生了“澳門健康碼”綠碼，其資料已經被上載於系統中，相關人士只需要持有效證件便可於自助通道一次過完成過關程序。對於只在澳門活動的市民不受健康碼有效時間為6小時的功能的影響，市民只要出示當天的綠碼結果便可以進出場所。
2020年11月23日起，香港政府推行「回港易」豁免檢疫計劃，因此澳門健康碼增加「下載個人資料申請香港健康申報表」功能，供在澳的香港居民返港時使用。
2020年12月24日起，衛生局要求市民在澳康碼系統補充登記“在澳常居地點”；如不在澳居住，則填上“在澳經常活動地點”，如過去14日在澳經常活動（如工作、學習）的地點，以及預定在澳旅程中經常逗留的地點（如賭場、酒店、會展、宴會等）。目的是為了應對當澳門出現疫情時，可及時識別在受影響區域內的人士，調升其健康碼顏色，以便迅速開展分區分級精準防疫工作。當這些人員符合一定條件狀況時，便會被調整轉回綠碼。直至2021年1月7日起必須填寫地址資料，否則將會影響健康碼的生成。

### 持續更新和優化澳康碼系統
2021年3月9日11時起，衛生局更新澳康碼系統，更新内容如下：
- 已經在澳門衛生局完成接種2劑新型冠狀病毒疫苗的市民，其澳門健康碼會顯示「已完成接種2劑新型冠狀病毒疫苗」 的藍色連結，按下去會顯示市民的電子版新冠疫苗接種卡，供巿民查閱展示有關接種疫苗的記錄和資料。
- 紅、黃、綠碼顏色會加深，呈現更鮮明的二維碼，以提高掃瞄器讀取健康碼時的靈敏度，改善過關時使用健康碼的體驗。
- 系統會對較早前選填了地址不精準的用戶，分批地彈出提示框要求重新選填，以確保地址資料準確及分區分級精準防控措施的有效實施；例如：2020年12月剛要求填報地址時，某屋苑包括有多棟大廈，但居民卻只選填了屋苑名稱。
- 系統將加設分區管理模式，以配合當本澳出現疫情而需啟動分區分級精準防控措施時，受影響區域內人士的健康碼將調整為對應的紅碼或黃碼；同時，啟動措施時會限制市民在期間修改自己的住址資料。

2021年5月21日起，為配合於2021年5月18日實施的，已接種2劑疫苗14日後的指定應檢人群將豁免定期病毒核酸檢測的安排，衛生局更新澳康碼系統，更新内容如下：
- 系統顯示市民已接種疫苗的數量；
- 完成兩劑後頁面下方亦會顯示防護生效日期，即完成第二針加14天的日期，直到生效日期後則會多顯示「一剔」綠色圖案表示已生效，方便進入某特定場所迅速檢視之用。
- 市民可通過點擊“按此查閱疫苗接種紀錄”， 進入下一頁面檢視各劑接種的詳細記錄，包括接種地點、疫苗種類、生產商、批號及接種日期等。
- 如果兩劑疫苗均在本澳接種，頁面會顯示“疫苗卡”按鍵，市民點擊後也可查看電子疫苗卡及接種記錄。

2021年5月31日起，由即日起除了確定病因的發熱病人之外，其他不明原因的發熱人士凡到仁伯爵綜合醫院、鏡湖醫院和科大醫院求醫，不論是否有外遊史、高風險職業曝露等，都需要接受核酸檢測。倘病徵清楚，則不會要求患者接受核檢。所有受檢測人士的健康碼會轉為黃色，且要求他們留在家中休息，避免乘坐交通工具和前往人多的地方，直至檢驗結果為陰性，其健康碼才會轉回綠色，相關人士便可如常活動。
2021年6月8日起，為減少新型冠狀病毒肺炎疑似個案人士在公共場所內活動，減少疾病傳播的風險，當局更新進入公共場所出示“澳門健康碼”措施的指引。
2021年6月12日起，為減少廣東省核酸資料庫不穩定時對“澳門健康碼”的影響，衛生局更新澳康碼系統，更新内容如下：當市民提交健康碼時，可按生成健康碼的目的，揀選“本地”或“出入境”，若選用於本地出行，澳門健康碼不會連結廣東省核酸資料庫，內地核酸結果不會顯示在澳門健康碼上；若為出入境之用，系統會連結廣東核酸資料庫，內地核酸結果會顯示在澳門健康碼上。
2021年7月1日，澳門政府曾計劃為來自香港的遊客建立特殊的「藍色健康碼」制度。並允許已接種疫苗的遊客免於酒店隔離的要求。任何持有藍色健康碼人士都可以進入澳門的酒店及度假村，但他們必須留在指定的博彩區域及酒店房間內。
2021年7月21日0時起，衛生局將在所有已完成接種兩劑新冠病毒疫苗14天後的人士的「澳門健康碼」二維碼外圍會加上金色外框，並在下方疫苗記錄位置顯示「已完成全程接種」字樣。
2021年8月4日9時起，因應澳門政府實施全民核酸檢測計劃，未取得核酸檢測陰性報告之人士的「澳門健康碼」將會顯示為藍色，檢測結果為陰性將恢復為綠色。如果未能在限期內進行核酸核測，其「澳門健康碼」將會轉為黃色。
2021年8月5日17時，衛生局局長羅奕龍表示，因應健康碼核酸檢測系統改動曾出現故障，現時不希望健康碼出現新問題，因此不會新增藍色健康碼功能，以維持健康碼系統穩定生成。

## 歷史及發展（手機應用程式）

### 手機應用程式籌備過程
衛生局代表於2021年6月8日的新型冠狀病毒感染應變協調中心例行記者會上被傳媒問及後表示，正在計劃推出類似香港“安心出行”的手機程式，目前該程式仍在籌備階段，並解釋應用程式設立目的是方便市民記錄自己活動，如澳門出現感染確診個案，衛生局可追蹤潛在個案，同時已經充份考慮個人私隱的保護，所有資料只會記錄在個人手機中。
2021年10月6日，衛生局傳染病防制暨疾病監測部協調員梁亦好表示，目前正測試具有行程紀錄的澳門健康碼，初步方向會以手機應用程式為主，不會以網頁版生成健康碼，即未來會是健康碼手機應用程式。而未來需要商舖配合張貼相關二維碼，然而程式部分測試需時，會直至一切運作順暢才會正式推出。
2021年10月25日，衛生局傳染病防制暨疾病監測部協調員梁亦好表示，就澳門健康碼擬增加行程記錄功能一事的進展，她表示，相關工作正密鑼緊鼓進行中，希望可儘快推出，屆時在現時健康碼的基本功能上，將增加記錄行程功能，由使用者自主掃描場所二維碼並記錄行程；而該功能與內地大數據無關。
2021年11月4日，衛生局仁伯爵綜合醫院醫務主任戴華浩表示，早前提出的健康碼「行程紀錄」的功能，現時當局計劃在健康碼新增行程紀錄功能，不會增加另一個手機應用程式，而當局正測試有關系統，相信很快可以推出並且投入使用。
2021年11月10日，衛生局局長羅奕龍出席完電台時事節目後接受傳媒採訪時提到，計劃在該月內在健康碼系統推出行程記錄功能試用版本。首階段將在公營醫療機構試行，視乎運作情況再擴大適用範圍，期望不會影響市民正常使用健康碼。使用者可自願選擇是否掃描二維碼，記錄曾到過的不同場所和時間，強調有關資料只會儲存在使用者自己手機內，不會儲存在資料庫。羅奕龍表示相關功能只是希望利用科技手段，評估自身風險，確定是否有共同軌跡和接觸等。健康碼的APP版本將會增加行程記錄功能，現已進入最後階段，正接受測試分析，以及申請放上電子貨架等，有信心本月內會推出試用版本。

### 手機應用程式推出試行
2021年11月18日，“澳門健康碼”手機應用程式正式推出試用版，手機應用程式新增行程紀錄功能和風險檢查，目的是協助病例及接觸者準確回憶近期的行程，亦可透過應用程式與病例的行程作對比，以及加快對風險人群的識別及管理。相關應用程式的使用與香港“安心出行”應用程式相似。首階段於澳門特別行政區政府衛生局轄下醫療場所和部門作為試行場所，以及於澳門格蘭披治大賽車及澳門美食節兩項大型活動試行。未來計劃推廣至其他場所，包括飲食場所、娛樂場所及公共交通工具等。

### 擴展手機應用程式使用範圍
2021年12月2日，新型冠狀病毒感染應變協調中心於例行新聞發佈會表示，為進一步推廣使用澳門健康碼手機應用程式的行程記錄功能，從12月1日起，已推廣至各政府部門供巿民記錄行程，各部門張貼專屬的場所二維碼。
2021年12月7日，交通事務局宣佈兩間巴士公司新福利和澳巴正陸續於每部營運巴士車廂張貼專屬的“場所二維碼”，並呼籲使用現金支付車資或使用未完成實名登記的澳門通卡的乘客，於12月11日起，在上車後掃描貼在巴士車廂的“場所二維碼”，以記錄當次乘車行程。
2021年12月20日起，新型冠狀病毒感染應變協調中心於例行新聞發佈會表示，場所專屬健康碼擴展至全澳所有社會服務設施，屆時全澳的行程記錄範圍將包括政府機構、社會服務設施、衛生局轄下的醫療場所、公共巴士。並爭取於2022年1月底即春節前擴展至全澳醫療場所、飲食場所、娛樂場所張貼場所專屬健康碼。並公佈數據截至12月16日上午 9時，澳門健康碼手機應用程式已有 9.16萬人次使用，使用情況暢順，當局會持續市民收集使用的意見，改善應用程式。

### 推動「行程紀錄」掃碼措施
2021年12月23日，行政公職局宣佈由2022年1月4日起，有對外接待服務場所的公共部門不影響公共服務運作暢順的前提下，執行並推動市民進行“行程記錄”掃碼以配合衛生部門的防疫工作。相關工作將主動提醒進入接待服務場所的市民掃瞄「行程紀錄」中的場所二維碼，並有需要時恊助市民下載「澳門健康碼應用程式」，同一場所二維碼，市民只需進場時掃瞄一次，離開時毋需再掃碼；對於無法掃碼的情況，例如市民沒帶手提電話、無法成功下載“澳門健康碼應用程式”等，亦會容許市民進入場所。

### 場所反掃記錄
2021年12月30日，應變協調中心宣佈，澳門健康碼「場所反掃記錄」已完成開發，將會透過主管實體通知相關場所具體的使用方法。現時由場所自行決定是否採用澳門健康碼「場所反掃記錄」。其目的為長者、兒童或沒有智能電話而未能進行「行程記錄」的人士，提供由場所掃瞄入場者的澳門健康碼作為另一種「行程記錄」方式，可用於取代現時部份場所用紙本填寫入場人士資料的操作。而相關場所無法搜索被反掃的健康碼記錄，只有在當疫情需要時才透過加密方式上傳給衛生局跟進，而反掃的行程記錄就如主動行程記錄一樣，只會加密保存在手機應用程式中28天，28日後失效。

### 逐步擴展「場所碼」使用範圍
2022年1月10日，社會文化司司長歐陽瑜受訪時表示，當局爭取在春節前「場所碼」擴展至各飲食娛樂場所。同時當局亦將會逐步強制場所碼措施以記錄行蹤，至於強制掃碼的時間表會觀察市民的掃碼情況再公布。歐陽瑜亦考慮到部分長者沒有手機無法利用「場所碼」，當局將提供主動掃碼和反掃功能，讓沒有手機的市民未來可到列印當日的健康碼，讓場所反掃記錄行程。又指目前「場所碼」使用情況並不理想。
2022年1月11日，新型冠狀病毒感染應變協調中心發出新聞稿指「澳門健康碼」手機應用程式中可掃描用作記錄行程的場所二維碼爭取在1月下旬前在全澳醫療場所、飲食場所、娛樂場所張貼場所碼供居民記錄行程，並要求有條件的場所提供健康碼反掃服務。屆時使用者除可使用手機應用程式主動正掃場所碼，亦可向場所提供健康碼作反掃。當局會持續觀察掃碼使用情況，逐步推動公眾和場所實行行程記錄操作。同日，澳門特別行政區政府旅遊局發出新聞稿，巡查受監督的持牌場所張貼場所碼情況，在各娛樂場所包括酒店、酒吧和卡拉OK等場所內張貼澳門健康碼行程記錄場所碼，並主動提醒進入場所的人士掃瞄。旅遊局已展開巡查部分場所，確保場所碼妥善張貼，並再次提醒場所嚴格執行防疫措施，密切關注最新防疫情況。旅遊局呼籲上述受監督的持牌場所，遵循衛生當局的最新要求，於1月15日前完成張貼場所碼。旅遊局亦透過不同渠道向來澳旅客宣傳最新的防疫措施，與居民一起配合澳門的防疫工作，期望居民和旅客理解及配合。 市政署發出新聞稿，按衛生局要求由市政署發牌監督的3,100多個飲食、娛樂及公共場所於1月15日或之前於場所內當眼處張貼「澳門健康碼行程記錄場所碼」，當局由即日起加派人手逐戶派發及進行宣傳講解，而業界可自行上網下載及列印「場所碼」。
2022年1月12日，衛生局舉行多場說明會向負責協調及監察的多個政府相關部門代表講解澳門健康碼應用程式的運作，包括如何生成和張貼場所二維碼以及反掃「行程記錄」的操作，以便透過負責協調及監察的部門為相關場所生成場所二維碼及監察其實施工作。
2022年1月14日，對於「場所二維碼」方面如何執行，社會文化司司長歐陽瑜指當局爭取由下周起所有人士進入公共場所必須掃描「場所碼」，當局盡快推出執行指引措施令群眾配合防疫工作。關於「反掃」功能，她稱，政府要求場所需以工作用手機作掃碼，商家會配備設備，如果沒有則下一階段使用「反掃」功能。 應變協調中心於同日中午公佈行程記錄場所碼設置流程，並開展三個階段場所碼張貼工作，又呼籲如目前沒有歸類到上述列表負責協調及監察實體的場所欲申請場所碼，可於「新冠肺炎防疫事宜報告或求助」平台上提交申請信，以便後續跟進。 同一時間左右，交通事務局將安排全澳所有的士陸續張貼「場所二維碼」，供乘客掃描及記錄乘車行程。當局已為所有普通的士製作專屬的「場所二維碼」，方便的士車主或司機儘早領取及張貼，並已協調所有營運之特別的士完成張貼二維碼。當局呼籲的士乘客上車掃碼，共同做好防疫工作。另外，所有公共巴士、港珠澳大橋穿梭巴士、博企穿梭巴士之車廂內均已張貼「場所二維碼」，交通事務局建議市民及旅客積極配合衛生部門的防疫工作，上車掃碼，以記錄當次乘車行程。同時當局轄下的55個公共停車場亦正陸續張貼「場所二維碼」，呼籲使用者在進入停車場時記錄行程。

### 場所二維碼「有入無出」的問題
自2022年1月中旬起，應變協調中心擴展澳門健康碼手機應用程式「場所二維碼」使用範圍，記錄曾到訪的場所，但目前相關登記只有進入沒有離開。在2022年1月13日防疫記者會上，衛生局局長羅奕龍表示現階段場所碼「有入無出」目的是待市民熟悉系統後，將推出離開場所的二維碼。又指目前相關工作有序推進，大部分場所入口人員需檢查健康碼，下一階段除了增加場所二維碼的張貼，希望更多市民下載健康碼手機應用程式，等市民熟悉有關場所二維碼使用，下一階段會設「出」的二維碼。而截至1月12日，健康碼手機應用程式新增4萬人下載，現時共有22.4萬名市民已下載登記，希望市民儘快下載，市民做好行程記錄習慣。

### 進入公共場所必須掃描「場所碼」
2022年1月14日，社會文化司司長歐陽瑜表示，因疫情關係，冀衛生局能於今日內發通告及指引，要求所有人士由1月17日起進入公共部門須掃描場所碼，法律顧問正研究運用甚麼措施達到強制要求，她指如果法律允許，希望可做到強制性。至於「反掃」方面，她表示由於需要有一部工作用的手提電話進行「反掃」，當大家準備好，希望大家都配合，如果未能配備好，就要等下一階段才推行。
2022年1月15日上午，行政公職局宣佈於上一天（14日）向公共部門發出指引，要求所有人士和公務人員由1月17日起進入政府服務場所或辦公場所，應掃瞄“行程記錄二維碼”或透過“反掃系統”掃瞄入場人士的澳門健康碼作行程記錄，否則不可進入場所。一旦澳門健康碼系統發生故障，可利用“反掃系統”掃瞄入場人士已預先截圖的澳門健康碼，或由工作人員填寫“入場人士記錄表”作出處理。

### 改用“疫苗三色框”顯示
2022年1月19日晚上，新型冠狀病毒感染應變協調中心宣佈由同年1月20日0時起健康碼將採用「疫苗三色框」方案，以優化疫苗顯示方式。應變恊調中心表示，因應現時健康碼上顯示已接新冠疫苗針次的圖示並不明顯，而日後不排除將因應疫情變化實施進入特定場所要求完成接種規定針次的新冠疫苗措施，故需要為巿民提供清晰的疫苗顯示方式，以便社會有效地執行有關措施。中心指為免與健康碼紅黃綠三色碼混淆，優化方案將採用另外三隻顏色的框來清晰顯示已接種2019冠狀病毒病疫苗針次，疫苗色框的顏色會由淺變深，以表示保護力由弱變強，具體為「銀框」即接種第1針後即時出現，並會持續顯示。「金框」即接種第2針+14天後出現（即沿用現時的顯示條件）。「紫框」即接種第3針後即時出現，並會持續顯示。

### 優化旅居史輸入功能
2022年4月12日，新型冠狀病毒感染應變協調中心宣佈由同年4月13日0時起推出的新版本，新增旅居史結束日期輸入功能。使用新版本時，如市民由外地返澳或當某地區風險級別發生變化時，需要重新輸入更仔細、準確的旅居地點和最後離開日期。在最後離開日期14天或21天後，若不作出修改，系統會自動提示，以免因錯誤申報影響出行。此外，當要求有某一地區旅居史人士，按特定日子接受核酸檢測或其他防疫措施時，系統也會根據申報的旅居地點結束日期，自動判斷「澳門健康碼」持有人的核酸檢測要求和其他要求，並會作出提示；若未按要求進行核酸檢測時，系統會作出提示或「澳門健康碼」被鎖定為「黃碼」或「紅碼」。

## “澳門健康碼”措施使用指引

### 需出示措施（網頁版及手機應用程式）
由2021年6月8日起實施：
- 娛樂場、酒店場所和公寓、出入境大樓、醫療機構：所有根據衛生局公告的場所，必須要求入場人士出示；
- 政府部門、購物商場、設有堂食的飲食和飲料場所、餐廳、酒吧：該類場所應要求入場人士出示；
- 街市、大型超市、卡拉OK、髮型屋及理髮店、健身院及美容院、舞廳、桑拿浴室、遊戲機中心、保齡球場、網吧、電影院、展覽館、圖書館、體育館、或需要逗留較長時間大於或等於20分鐘的辦事處等：根據場所條件要求出示，而當局鼓勵場所執行，場所可自行評估情況決定。
- 一般零售商店例如小型超巿、便利店等，由於場所規模和人流較少，以及顧客停留時間較短，因此可以不必要求進入者出示。

由2021年6月10日起實施：
- 必須出示健康碼的場所：
  - 娛樂場；酒店場所和公寓；出入境大樓；醫療機構；設有堂食的飲食及飲料場所、餐廳、酒吧；卡拉 OK、舞廳；桑拿浴室、按摩院、健康俱樂部；髮型屋及理髮店、健身院、美容院；遊戲機中心、保齡球場、桌球室、網吧、電影院/劇院；博物館、展覽館、圖書館；體育館、游泳館；政府部門；大型購物商場；需逗留較長時間（20 分鐘）的辦事處、服務站或門巿。
- 下列場所應根據場所的條件決定是否要求入場人士出示健康碼：
  - 街巿、大型超巿；
  - 綜合性商業大樓（如大樓門口已有相應提交健康碼的措施，大樓內各場所則無需重複進行）
- 一般零售商店例如小型超巿、便利店等，由於場所規模和人流較少，以及顧客停留時間較短，因此可不必要求進入者出示【澳門健康碼】。

生成方式方面，市民需自行使用衛生局“澳門健康碼”系統，以手機應用程式填寫並生成健康碼憑證，當日有效，進入場所前出示手機上的憑證，或出示已預先列印的當天有效的紙本“澳門健康碼”。場所方面，應提供無記錄模式的電子設備，供未有自備手機的人士進行申報生成“澳門健康碼”；有關的電子設備需要沒有記錄模式，不可以記錄市民的個人資料，此外，拒絕入場者的口頭健康申報聲明。上述指引已上載應變協調中心抗疫專頁的防疫指引欄目內。
出現“紅碼”或“黃碼”的人士將執行以下措施：
| 紅碼 | 紅碼           | 將被拒絕進入場所 |
| 黃碼 | 場所的服務對象 | 場所有權拒絕有關人員進入，但若有關服務屬緊急而必需進入，場所需為此作出適當的防疫安排，盡快提供服務及離開，期間要減少“黃碼”人士接觸到他人的機會，並於事後做好清潔消毒工作 |
| 黃碼 | 場所員工       | 需提交因其他疾病而已就診的證明，之後由場所負責人決定是否允許該人士進入                                                                                                   |

計劃實施：
“藍碼”：供由香港出發已取得入境澳門豁免隔離要求加配額之通關人士，須居住特定酒店的樓層，不可參加不佩戴口罩的活動等，並不能進入特定公共場所，包括泳池、水上康樂設施和酒吧等。

### 張貼掃描行程記錄之「場所二維碼」（手機應用程式）
2021年11月至12月起張貼（第一階段）：
- 衛生局轄下的場所
- 政府部門
- 公共巴士
- 院舍、社會服務設施

2022年1月15日起張貼（第二階段） :

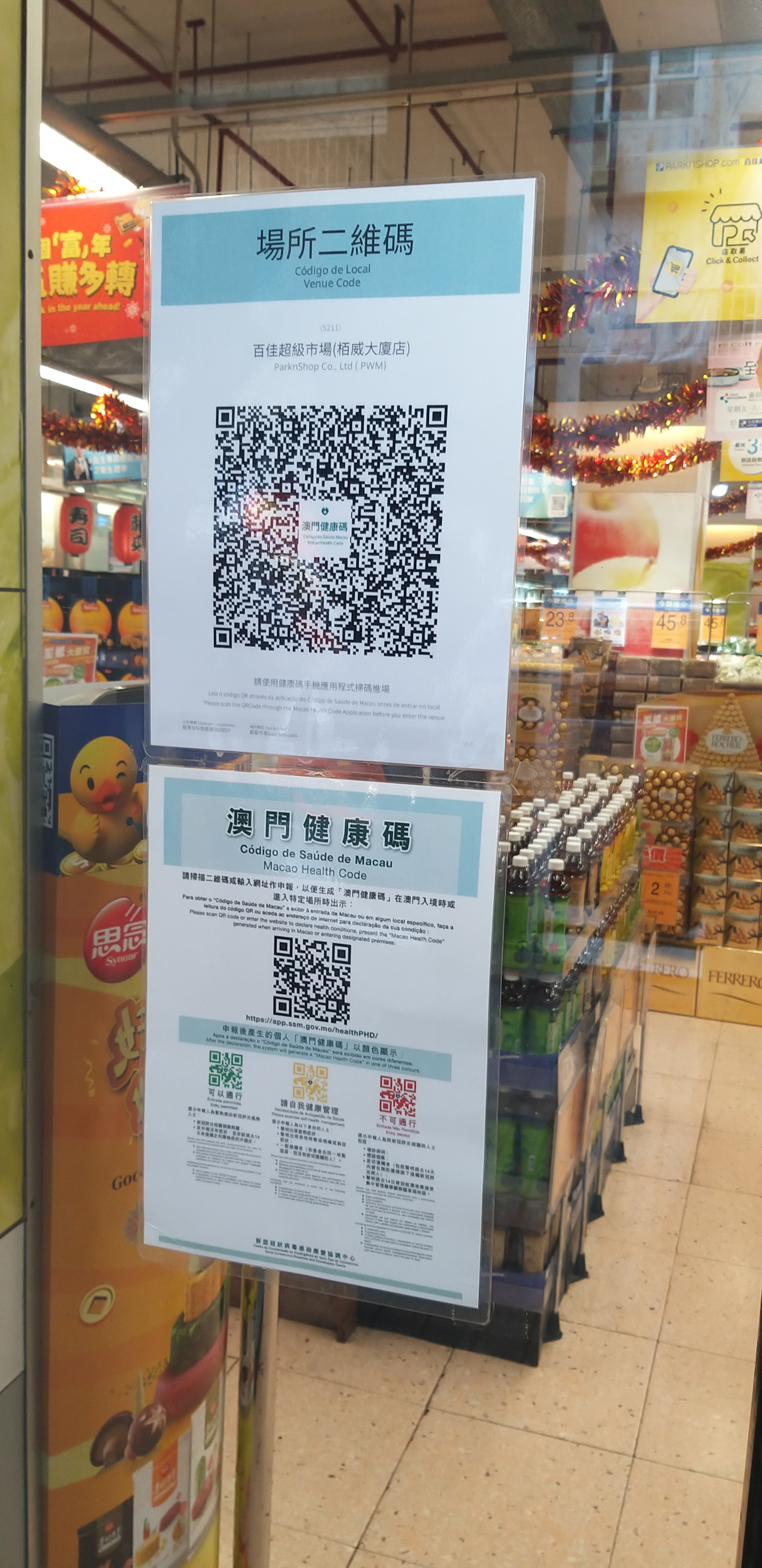
進入特定場所的「場所二維碼」(在其中一間超級市場入口處貼示)

- 非政府醫療場所：診所、醫院、核酸站及接種站
- 餐飲場所：飲食及飲料場所、餐廳、酒店中的簡便餐飲場所、美食廣場。場所的員工餐廳。
- 娛樂場所
  - 博彩場所：娛樂場、賽馬會等。
  - 投注站
  - 電影院、劇院、室內遊樂場、遊戲機及電子遊戲室、網吧、桌球室、保齡球場、美容院。
  - 蒸氣浴室、按摩院、健康俱樂部、“卡拉OK”場所、酒吧、夜總會、的士高、舞廳及歌舞廳。
  - 酒店業場所及其附屬設施（包括購物區、泳池、水上樂園、健身室、水療中心、兒童玩樂區、婚宴、會展、會議場地、演唱會場地等。）
- 購物場所：大型購物商場、超巿、街市
- 教育場所：大專院校、學校、私立教育機構
- 辦事處：銀行、證券買賣、保險
- 澳門國際機場
- 的士、輕軌車廂

2022年1月31日起張貼（第三階段）:
- 娛樂場所：健身院或健美院，其他室內和室外的體育運動場所。
- 宗教和拜祭場所
  - 殯儀館和室內拜祭場所
  - 可容納50人及以上的教堂、廟宇、佛堂、會堂等舉行宗教儀式、聚會、佈道、傳教的場所。
- 娛樂場員工巴士、酒店穿梭巴士 [35]

## 增設功能
自2022年澳門2019冠狀病毒病聚集性疫情發生後，除著市民被要求進行快速抗原檢測，當局在健康碼上增設快速抗原檢測申報平台讓在澳人士進行申報。
另外，當局正在測試全民核檢結果查詢連結，完成測試後將加入澳門健康碼。梁亦好稱，全民核檢期間，有部分公司和機構希望員工出示核檢證明，當本澳開展全民核檢時，其他自費核檢站的核檢結果稍為延遲，因此希望在澳門健康碼同步增加功能，查詢市民是否已接受核檢且並非陽性。
2022年7月21日0時起，因應疫情需要，為方便居民在需要時出示最新的核酸檢測情況，澳康碼頁面將會作出改動。
- 優化澳門健康碼頁面顯示之資訊，原本於澳門健康碼的“核酸檢測結果 ”下方，會列出用於通關往來廣東、香港等地的核酸檢測陰性報告有效期，現更改為“核酸檢測（通關用）”下方點擊“請按此查閱往來各地通關有效期”，相關資訊改以彈窗方式顯示；
- 增加“核酸檢測（非通關用）”資訊，在澳門健康碼頁面顯示居民7天內最近1次的核酸檢測採樣日期及時間、最近1次核酸檢測報告日期、時間及檢測結果，包括居民於澳門進行檢測或中國內地進行且經澳門健康碼轉碼的核酸檢測採樣及結果的紀錄；
- 配合上述澳門健康碼頁面優化的推出，早前於全民核酸檢測計劃期間推出的核酸檢測採樣及結果查詢系統將同步關閉，市民可更便捷地使用澳門健康碼查詢核酸檢測採樣及結果紀錄。

中心指出，最近1次採樣時間跟最近1次報告時間並無時序關係，例如昨天已進行1次核酸檢測並已出結果，而今天早上再進行核酸檢測採樣，這樣最近採樣紀錄便會顯示今天早上的採樣日期及時間，而最近報告日期則顯示上一天的檢測結果日期及時間。
2022年8月18日起，澳康碼增設輸入申報內地風險區旅居史的欄目，供具內地旅居史的居民填報。居民在填報澳門健康碼時，如具有內地旅居史，除了勾選曾到訪的省市外，還要查閱該省市是否包含內地高、中、低風險區，詳細清單可點選連結跳至內地查閱風險區清單版面，如曾到訪內地風險區，便需勾選“是”，例如屬高風險區，則需自行填寫最近一次到訪該風險區詳細地點及最後離開該地點的日期。如果曾分別到訪屬內地中和低風險區，則只需填寫較高風險區及最後離開該地點的日期，亦即填寫中風險區地點。提交申報後，澳門健康碼會轉為黃碼，居民須遵守針對相關風險區的防疫措施。

## 使用步驟
2021年6月12日0時前：產生澳門健康碼需要回答三條問題，關於症狀、接觸史和外遊史，系統會自動核查和運算產生個人專屬健康碼，澳門健康碼設有三種顏色，用於判斷允許或拒絕有關人士進入場所。
2021年6月12日0時後：產生澳門健康碼前需選擇生成用於本地的健康碼或用於出入境的健康碼，然後需要回答三條問題，系統會自動核查和運算產生個人專屬健康碼。若生成用於本地的健康碼，健康碼將顯示「可以通行（本地）」，不會連接廣東省核酸資料庫；若生成用於出入境的健康碼，健康碼將顯示「可以通行（出入境）」，並連接廣東省核酸資料庫，內地的核酸結果會顯示在澳門健康碼上。

### 顏色定義（修改前）
| 澳門健康碼顏色 | 內容含義 | 允許/限制進入場所                  |
| -------------- | --- | ---------------------------------- |
| 綠色           | 表示申報人與嚴重特殊傳染性肺炎個案無關 | 可以通行                           |
| 綠色           | 表示申報人與嚴重特殊傳染性肺炎個案無關，且己接種第一劑嚴重特殊傳染性肺炎疫苗的人士 | 可以通行                           |
| 綠色           | 表示申報人與嚴重特殊傳染性肺炎個案無關，且己接種兩劑嚴重特殊傳染性肺炎疫苗已超過十四天的人士 | 可以通行                           |
| 綠色           | 表示申報人與嚴重特殊傳染性肺炎個案無關，且己接種三劑或四劑嚴重特殊傳染性肺炎疫苗的人士 | 可以通行                           |
| 藍色           | （計劃中）表示申報人與嚴重特殊傳染性肺炎個案無關，供由香港往澳門十四天內符合免隔離條件之人士 | 待公佈                             |
| 藍色           | 於2021年8月4日至8月7日全民核酸檢測期間使用，表示申報人尚未接受核酸檢測。因發生故障，暫不啟用 | 相關人員允許指定人士有條件進入場所 |
| 黃色           | 提示為申報人自我聲明出現發熱症狀，自我聲明出現急性咳嗽或咽痛或氣促症狀，一般接觸者（和患者在同一地點逗留，但沒有密切接觸的人），或完成醫學觀察後需要繼續自我健康管理人士；未及时参与全民核酸检查或快速抗原檢測的人士 | 請自我健康管理                     |
| 紅色           | 提示為申報人為確診嚴重特殊傳染性肺炎的人士、確診者的密切接觸者、正等待檢驗結果的懷疑感染人士、或近期曾到感染嚴重特殊傳染性肺炎高風險地方的人士                                                                       | 不可通行                           |

### 顏色定義（修改後起）
| 澳門健康碼顏色 | 內容含義 | 允許/限制進入場所 |
| -------------- | -------- | ----------------- |

## 使用情況
- 截至2022年1月16日下午2時，「澳門健康碼」手機應用程式累計註冊人數超過47萬9千人。[41]

## 健康碼轉為黃碼或紅碼原則
2022年7月8日，應變協調中心因應大規模疫情關係，公佈健康碼被轉為黃碼和紅碼的原則。

### 健康碼轉為紅碼原因
健康碼被轉為紅碼有以下原則：
- 核酸檢測為陽性的人士；
- 密切接觸者且風險較高人士；
- 衛生當局多次無法聯絡，並認為其有風險須接受核酸檢測或醫學觀察的人士。

若市民屬於無法聯絡而被轉為紅碼的情況時，當局會發短訊通知其須接受的相應措施，當有關人士完成相關措施後，衛生當局會通過系統將其健康碼調整為相應風險的顏色。

### 健康碼轉為黃碼原因
- 黃碼區人士；
- 沒有接受全民核酸檢測的人士；
- 與確診個案有共同軌跡的人士。

應變協調中心表示，黃碼的種類可在抗疫專頁上查看，市民可以通過顯示於黃碼旁的數字，瞭解自身屬於何種類型的情況而被轉為黃碼。

## 健康碼首頁下方的免費核酸檢測預約連結會跳轉至全民核檢預約系統
2022年7月17日，應變協調中心表示，由於全民核酸檢測也可作為重點人群的排查核酸檢測用途，且排查核酸檢測的配額已暫停，因此，為方便居民預約全民核酸檢測，澳門健康碼程式或網頁版的首頁下方的免費核酸檢測預約連結，會於全民核酸檢測期間自動跳轉至“全民核酸檢測預約系統”，居民可點選連結進行預約。 到8月16日0時起解除相關措施。

## 填報常居地址調整
2022年11月9日起，市民在澳門健康碼需填報常居地址，並移除由身份證明局的登記地址有關選項，市民需更新和填報正確澳門常居地。社會工作局於11月3日起會在轄下的社會工作中心，為有需要人士更新資料。應變協調中心表示，有部分居民在“澳門健康碼”填寫在澳常居地點時，選取了“或 同意衛生局在澳門出現疫情時，向身份證明局提取本人已登記在受影響區域內的住址”選項，但因事先沒有更新身份證明局的最新住址資料，結果出現在防疫管控期間因住址資料錯誤而被轉為紅碼或黃碼的情況；為避免居民因上述情況引起的不便，11月9日起“澳門健康碼”將自動移除“或 同意衛生局在澳門出現疫情時，向身份證明局提取本人已登記在受影響區域內的住址”選項，屆時居民須自行更新及填報正確的在澳常居地點資料，才可生成健康碼。

## 故障或異常事件
2021年6月9日上午，澳門健康碼再次出現異常，衛生局經調查發現澳門健康碼系統連接廣東省核酸資料庫出現不穩定，影響澳門健康碼生成。於是技術團隊採取應急措施，斷開與廣東省核酸資料庫的接口，恢復健康碼的運作。
2021年8月4日上午約8時起，澳門健康碼系統出現大規模異常和故障，大批市民無法便用健康碼進入特定場所、進行全民核酸檢測和通關。 事件證實因澳門出現社區流入變種病毒個案加上廣東省修改通關政策使衛生當局對健康碼進行調整導致系統出現異常和故障，經過多小時的搶修，澳門健康碼系統到下午約3時恢復正常。衛生局對因系統故障而引起的不便對居民表示歉意。
2021年8月12日晚上，澳門健康碼系統於晚上約10時30分出現故障，系統正值大批博企僱員換更時段一度無法返回工作崗位，到晚上11時20分完成搶修並恢復正常。經調查，其中一台伺服器上服務出現異常，而自動備緩機制未能如常切換到正常的伺服器上故需要透過手動方式切換。
2022年1月14日上午，澳門健康碼疑似出現異常情況，網頁版或健康碼手機應用程式，都無法正常進入生成二維碼的頁面；健康碼手機應用程式上更顯示「Error」的字眼。
2022年6月19日下午4時許，澳門健康碼連接不穩定，有市民反映無法載入頁面，顯示“內部伺服器錯誤”的英文字樣，到下午5時左右正常。
2022年7月18日，澳門健康碼系統懷疑出現故障，系統內的快速抗原檢測結果申報平台一度無法上傳申報結果，至早上 10時許恢復上傳，但健康碼內無法顯示抗原自我檢測的時間及結果，至早上約 11時回復正常。
2022年8月11日，就有居民反映部分使用Android版本型號手機的澳門健康碼應用程式不能開啟，或更新後出現閃退不能開啟的情況，新型冠狀病毒感染應變協調中心表示，由於部分型號手機更新了Android作業系統修訂版後會與澳門健康碼應用程式產生一些兼容問題，造成之前一直能正常使用的程式出現閃退或不能開啟，發現問題後已即時查找原因並已作出相應修改。由於修改後的新版澳門健康碼應用程式需經Google 及華為審批通過才能推出，審批程序一般需時數天，而Apk獨立版則已放在衛生局網頁上供下載。
2022年11月8日晚上約10時，澳康碼伺服器突然出現異常，導致無法生成健康碼，伺服器經重啟後，已回復正常運作，整個過程持續約 15分鐘，原因有待進一步了解。
2022年11月9日，澳康碼系統於當天上午7時35分突然出現故障，無法正常運作，經搶修後現已回復正常，造成是次故障原因正作進一步了解。是次故障亦導致關閘離境大堂一度於上午8時25分至10時許實施人流管制措施。下午時分，澳康碼系統再度異常，顯示出現故障。應變協調中心稱，初步了解是短時間內負荷突然不正常飆升，導致伺服器擠塞所致，正查找原因。衛生局為此兩度向公眾致歉。

## 相關犯罪事件
- 2021年7月13日，司警偵破首宗出售偽造健康碼案，一名澳門居民夥同中國大陸籍人士出售澳門健康碼，透過不法手段獲取經常出入澳門的外地僱員個人資料，並以相關資料分別生成澳門健康碼和粵康碼，再偽造出售予他人圖利。案情指，一名33歲中國大陸籍女商人計劃經關閘口岸離境時，向在場保安展示一張7月4日的紙本核酸檢測證明，由於報告已過期，衛生局口岸衛生檢疫工作人員遂以未能出示有效核酸檢測報告為由，要求女商人檢測後再出境。約半小時後，該名商人在一名49歲澳門居民男性陪同下一同折返關閘口岸，曹女並向保安人員出示一份帶有有效核酸檢測陰性報告的澳門健康碼。保安人員認為相關事件有可疑，遂要求兩人到現場的衛生局檢查站協助了解事件，衛生局口岸衛生檢疫工作人員經核對後證實資料不正確，懷疑該女子涉嫌使用偽造健康碼，衛生局人員即時報警，再轉交司警跟進。而涉案女小承認因急於趕往珠海乘搭飛機航班，遂同意以800港元向符某購買偽造的澳門健康碼和粵康碼截圖。[59]
- 2022年5月24日，一名31歲關閘口岸離境大堂負責檢查健康碼的內地男保安涉嫌向一名未持有有效核酸檢測報告人士出售「澳門健康碼」協助過關被司警被捕。該保安員當值期間物色客人後將自己之澳門健康碼及粵康碼以手機發送給對方協助通關，1個月內協助至少9人離境，每次賺取400元人民幣報酬。涉事保安以涉嫌公務員實施之偽造和受賄作不法行為罪移送至檢察機關處理。[60] 衛生局回應相關事件，指涉事保安由去年年中開始出售自己健康碼圖利，在接到投訴後隨即交由司警展開調查[61]

## 外部連結
- 澳門健康碼（網頁版申報平台）